# Secretario de Energía de los Estados Unidos
El secretario de Energía de los Estados Unidos (en inglés: United States Secretary of Energy) es el jefe del Departamento de Energía de los Estados Unidos y miembro del gabinete del presidente.
El puesto fue establecido el 1 de octubre de 1977 con la creación del Departamento de Energía cuando el presidente Jimmy Carter firmó la Ley de Organización del Departamento de Energía. Originalmente el cargo se centró en la producción y regulación de energía. El énfasis pronto cambió al desarrollo de tecnología para obtener fuentes de energía mejores y más eficientes, así como también para la educación sobre energía. Después del final de la Guerra Fría, la atención del departamento también se dirigió hacia la eliminación de desechos radiactivos y el mantenimiento de la calidad ambiental.
En la línea de sucesión presidencial, se encuentra en el décimo quinto lugar.
El actual secretario es el republicano Chris Wright, designado por el presidente Donald Trump y aprobado por el Senado estadounidense el 3 de febrero de 2025.

## Secretarios de Energía
Partidos
     Demócrata
     Republicano
| N.º | Imagen                 | Nombre            | Estado de residencia | Inicio                 | Final                  | Presidente | Presidente        |
| --- | ---------------------- | ----------------- | -------------------- | ---------------------- | ---------------------- | ---------- | ----------------- |
| 1   |                        | James Schlesinger | Virginia             | 6 de agosto de 1977    | 23 de agosto de 1979   |            | Jimmy Carter      |
| 2   |                        | Charles Duncan    | Texas                | 24 de agosto de 1979   | 20 de enero de 1981    |            | Jimmy Carter      |
| 3   |                        | James Edwards     | Carolina del Sur     | 23 de enero de 1981    | 5 de noviembre de 1982 |            | Ronald Reagan     |
| 4   |                        | Donald Hodel      | Oregón               | 5 de noviembre de 1982 | 7 de febrero de 1985   |            | Ronald Reagan     |
| 5   |                        | John Herrington   | California           | 7 de febrero de 1985   | 20 de enero de 1989    |            | Ronald Reagan     |
| 6   |                        | James Watkins     | California           | 1 de marzo de 1989     | 20 de enero de 1993    |            | George H. W. Bush |
| 7   |                        | Hazel O'Leary     | Virginia             | 22 de enero de 1993    | 20 de enero de 1997    |            | Bill Clinton      |
| 8   |                        | Federico Peña     | Colorado             | 12 de marzo de 1997    | 30 de junio de 1998    |            | Bill Clinton      |
| 9   |                        | Bill Richardson   | Nuevo México         | 18 de agosto de 1998   | 20 de enero de 2001    |            | Bill Clinton      |
| 10  |                        | Spencer Abraham   | Michigan             | 20 de enero de 2001    | 1 de febrero de 2005   |            | George W. Bush    |
| 11  |                        | Samuel Bodman     | Illinois             | 1 de febrero de 2005   | 20 de enero de 2009    |            | George W. Bush    |
| 12  |                        | Steven Chu        | California           | 20 de enero de 2009    | 22 de abril de 2013    |            | Barack Obama      |
| –   |                        | Daniel Poneman    | Ohio                 | 22 de abril de 2013    | 21 de mayo de 2013     |            | Barack Obama      |
| 13  |                        | Ernest Moniz      | Massachusetts        | 21 de mayo de 2013     | 20 de enero de 2017    |            | Barack Obama      |
| –   |                        | Grace Bochenek    |                      | 20 de enero de 2017    | 2 de marzo de 2017     |            | Donald Trump      |
| 14  |                        | Rick Perry        | Texas                | 2 de marzo de 2017     | 1 de diciembre de 2019 |            | Donald Trump      |
| 15  |                        | Dan Brouillette   | Luisiana             | 1 de diciembre de 2019 | 4 de diciembre de 2019 |            | Donald Trump      |
| 15  | 4 de diciembre de 2019 | Dan Brouillette   | Luisiana             | 20 de enero de 2021    |                        |            | Donald Trump      |
| –   |                        | David Huizenga    |                      | 20 de enero de 2021    | 25 de febrero de 2021  |            | Joe Biden         |
| 16  |                        | Jennifer Granholm | Columbia Británica   | 25 de febrero de 2021  | 20 de enero de 2025    |            | Joe Biden         |
| –   |                        | Ingrid Kolb       |                      | 20 de enero de 2025    | 4 de febrero de 2025   |            | Donald Trump      |
| 17  |                        | Chris Wright      | Colorado             | 4 de febrero de 2025   | Presente               |            | Donald Trump      |